# Église Saint-Étienne de Marans
Pour les articles homonymes, voir Église Saint-Étienne et Saint-Étienne (homonymie).
L'église Saint-Étienne est un édifice située à Marans (Charente-Maritime), en France. L'édifice est classé au titre des monuments historiques en 1921.

## Localisation
L'église est située dans le département français de la Charente-Maritime, sur la commune de Marans. 

## Historique
L'église prieurale Saint-Étienne est fondée au XIIe siècle par des moines de l'abbaye de Maillezais. Partiellement détruite lors des conflits franco-anglais, elle est reconstruite au XVe siècle mais subit de nouveau des déprédations lors des guerres de Religion. Au XIXe siècle, l'état de l'église est tel que la municipalité décide de construire une nouvelle église, réhabiliter l'ancienne étant jugé trop coûteux. L'inauguration de la nouvelle église Notre-Dame en 1902 conduit à la désacralisation et à la fermeture de l'église Saint-Étienne, condamnée à la démolition en 1920. La mobilisation d'une partie des habitants conduit à l'arrêt des travaux et au classement des vestiges aux monuments historiques le 10 novembre 1921,.
Seuls subsistent de l'ancien sanctuaire quelques vestiges des croisillons, d'une travée de la nef, percée de baies ogivales à remplages rayonnants, et la croisée du transept, couverte d'une coupole sur trompes et cantonnée de colonnes à chapiteaux romans. Ceux-ci sont soit historiés (scènes bibliques et bestiaire fantastique) soit ornés de motifs géométriques (palmettes). La croisée accueille un clocher octogonal flanqué dans sa partie septentrionale par une tourelle d'escalier rectangulaire.

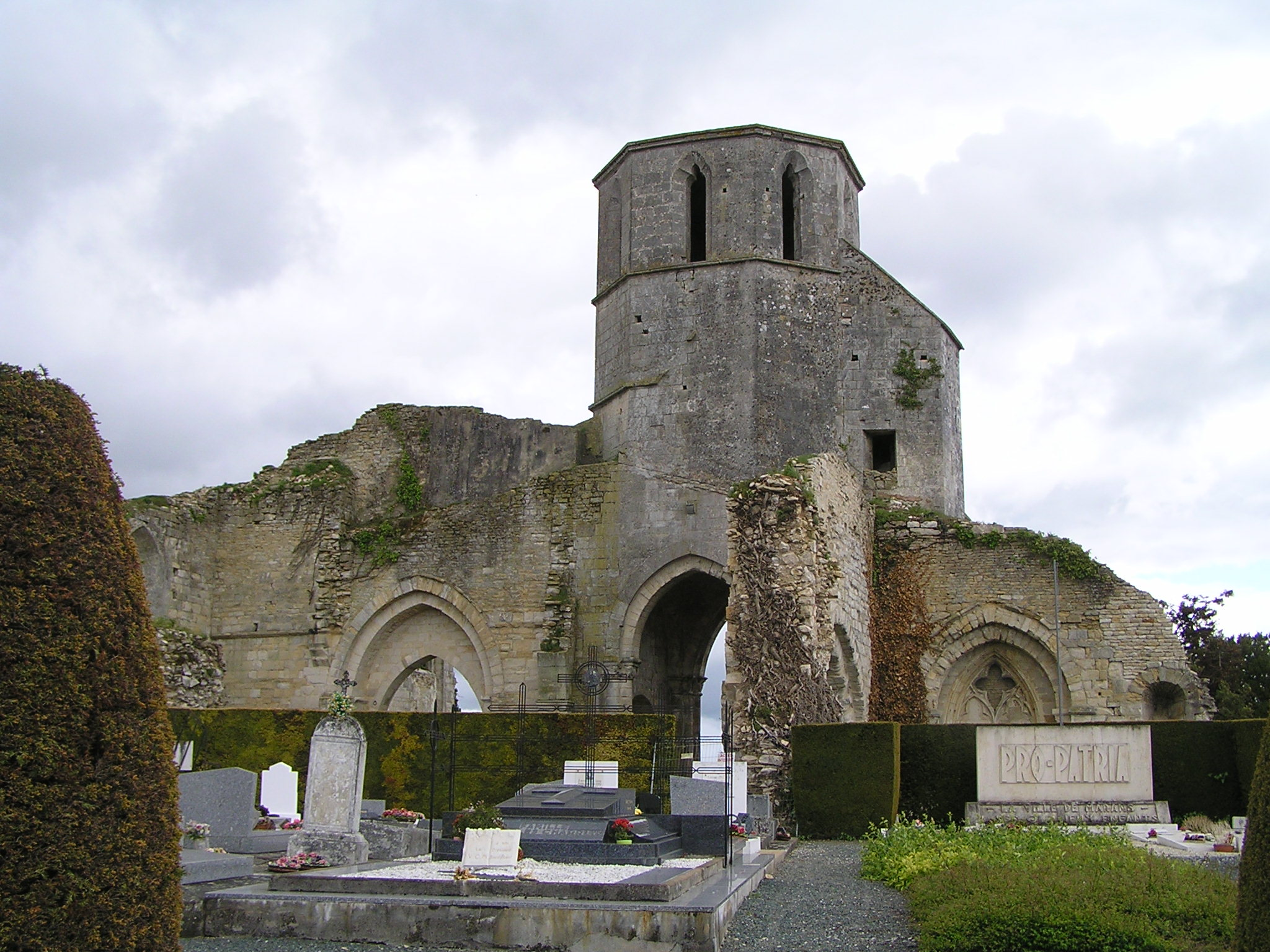
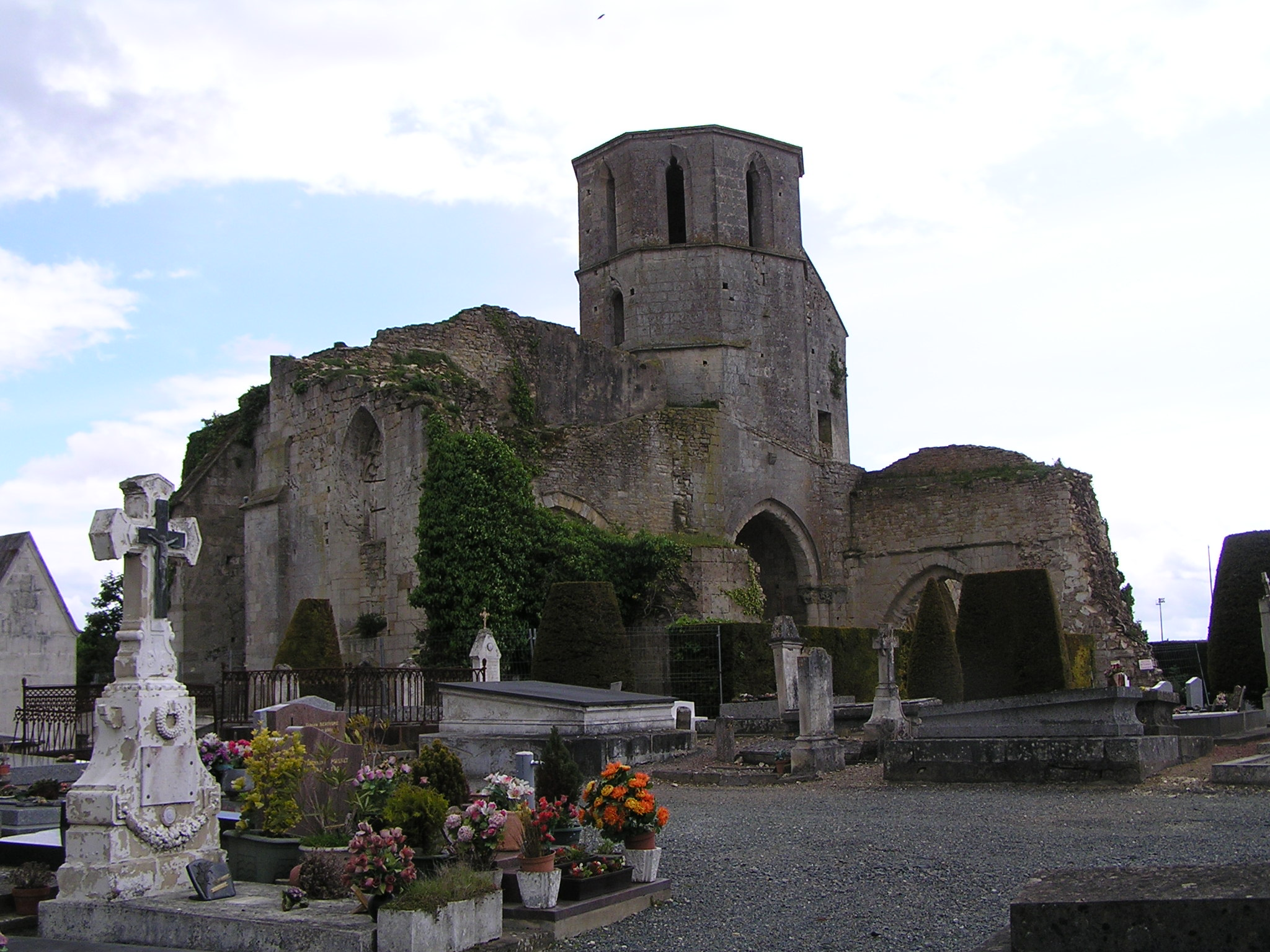

## Protection
L'église est classée monument historique depuis 1921.